# IC 16
IC 16 је спирална галаксија у сазвјежђу Кит која се налази на листи објеката дубоког неба у Индекс каталогу.
Деклинација објекта је - 13° 5' 39" а ректасцензија 0h 28m 7,7s. Привидна величина (магнитуда) објекта IC 16 износи 14,6 а фотографска магнитуда 15,5. IC 16 је још познат и под ознакама MCG -2-2-17, IRAS 00255-1322, PGC 1730.